# ジェフ・カニンガム
ジェフ・カニンガム（Jeff Cunningham 、1976年8月21日 - ）は、ジャマイカ出身でアメリカ国籍の元プロサッカー選手。現役時代のポジションはFW。

## 経歴

### クラブ
1998年のMLSカレッジドラフトで、コロンバス・クルーの1位指名を受け入団。2002年シーズンは16ゴール5アシストの好成績を収め、MLSベストイレブンに選出された。
2005年、2006年のMLSスーパードラフト1位指名権とのトレードでコロラド・ラピッズに移籍。
2006年、クリント・マティスとのトレードでレアル・ソルトレイクに移籍。このシーズンは16ゴール11アシストの大活躍で、得点王とベストイレブンを獲得した。
2007年5月22日、アレコ・エスカンダリアン＋2008年のMLSスーパードラフト1位指名権とのトレードでトロントFCに移籍。
2008年8月8日、2009年のMLSスーパードラフト3位指名権とのトレードでFCダラスに移籍。2009年シーズンは17ゴールを挙げ、自身2度目となるMLS得点王を獲得した。
2010年12月15日、MLS再エントリードラフトの2巡目で古巣コロンバス・クルーに指名された。
2011年にもMLS再エントリードラフトに参加したが、どのクラブにも指名されなかった。2012年1月、グアテマラのCSDコムニカシオネスと契約を締結。
2012年7月23日、NASLのサンアントニオ・スコーピオンズにフリーで加入。

### 代表
1999年にジャマイカ代表デビューを果たしたが、のちにアメリカ合衆国代表への鞍替えを決断。2001年12月9日の韓国代表戦でアメリカ合衆国代表デビュー。
2005年の選出から長期にわたって代表から遠ざかったが、2009年11月のボスニア・ヘルツェゴビナ代表及びデンマーク代表戦で約4年ぶりに代表復帰を果たした。そして同デンマーク代表戦で代表初ゴールを決めた。

## 人物
ジャマイカのモンテゴ・ベイで生まれ、14歳の時にフロリダ州シトラス郡のクリスタル・リバーという町に移住した。
2001年11月にアメリカ合衆国に帰化。
既婚者で、2008年9月に娘が生まれている。

## タイトル

### クラブ
コロンバス・クルー
- サポーターズ・シールド: 2002
- USオープンカップ: 2004

FCダラス
- MLSウェスタン・カンファレンス: 2010

### 個人
- MLS得点王: 2006, 2009
- MLSベストイレブン: 2002, 2006, 2009